# Hippopotamus laloumena
A Hippopotamus laloumena az emlősök (Mammalia) osztályának párosujjú patások (Artiodactyla) rendjébe, ezen belül a vízilófélék (Hippopotamidae) családjába tartozó kihalt faj.

## Tudnivalók
A Hippopotamus laloumena, a Hippopotamus lemerlei és a madagaszkári törpe víziló (Choeropsis madagascariensis) után, a harmadik vízilófaj, amelyet Madagaszkáron fedeztek fel. A tudományos fajneve a laloumena malgas nyelven „vízilovat” jelent, tehát az állat tudományos neve magyarul: „víziló víziló”.
Ezt a mára már kihalt vízilófajt 1990-ben, Faure és Guerin fedezték fel, illetve írták le. Ebből a fajból csak egy állkapocscsont (mandibula) és végtagcsontok ismertek. A maradványokat Madagaszkár keleti partmentén, Mananjary mellett fedezték fel. Habár igen kevés maradványa került elő, a meglévők arra utalnak, hogy a Hippopotamus laloumena jóval nagyobb volt, mint a másik két madagaszkári vízilófaj; megjelenésben hasonlíthatott a kontinentális nílusi vízilóra (Hippopotamus amphibius), de annál valamivel kisebb volt.

## Fordítás
- Ez a szócikk részben vagy egészben  a   Malagasy hippopotamus című angol Wikipédia-szócikk ezen változatának fordításán alapul.  Az eredeti cikk szerkesztőit annak laptörténete sorolja fel. Ez a jelzés csupán a megfogalmazás eredetét és a szerzői jogokat jelzi, nem szolgál a cikkben szereplő információk forrásmegjelöléseként.